# Musa Khan
Musa Khan (* nach 1859; † 1880) war von Dezember 1879 bis März 1880 interimsweise Emir von Afghanistan.
Musa Khan war Sohn des Emirs Mohammed Yakub Khan. Im Oktober 1879 dankte Mohammed Yakub Khan nach einem Aufstand ab, der nach der Ermordung des britischen Gesandten Louis Cavagnari die erneute britische Besetzung Kabuls zur Folge hatte. In Ghazni wurde am 24. Dezember 1879  Musa Khan unter der Vormundschaft von Mohammed Khan zum Emir ausgerufen. Am 19. April 1880 wurde er von den Engländern besiegt und Ghazni eingenommen. In der Folge wurde sein Bruder Mohammed Ayub Khan zum Emir ausgerufen.